# Cor
| Cor               | Comprimento de onda | Frequência    |
| ----------------- | ------------------- | ------------- |
| vermelho          | ~ 625-740 nm        | ~ 480-405 THz |
| laranja           | ~ 590-625 nm        | ~ 510-480 THz |
| amarelo           | ~ 565-590 nm        | ~ 530-510 THz |
| verde             | ~ 500-565 nm        | ~ 600-530 THz |
| ciano             | ~ 485-500 nm        | ~ 620-600 THz |
| azul              | ~ 440-485 nm        | ~ 680-620 THz |
| violeta           | ~ 380-440 nm        | ~ 790-680 THz |
| Espectro Contínuo |                     |               |

A cor é uma percepção visual provocada pela ação de um feixe de fótons sobre células especializadas da retina, que transmitem, através de informação pré-processada ao nervo óptico, impressões para o sistema nervoso.
A cor de um objeto é determinada pela frequência da onda que ele reflete. Um objeto terá determinada cor se não absorver os comprimentos de onda que correspondem àquela cor. Assim, um objeto é vermelho se absorve preferencialmente as frequências fora do vermelho.
A cor é relacionada com os diferentes comprimentos de onda do espectro eletromagnético. São percebidas pelas pessoas, em faixa específica, e por alguns animais através dos órgãos de visão, como uma sensação que nos permite diferenciar os objetos do espaço com maior precisão.
Considerando as cores como luz, a cor branca resulta da sobreposição de todas as cores primárias (amarelo, azul e vermelho), enquanto o preto é a ausência de luz. Uma luz branca pode ser decomposta em todas as cores (o espectro) por meio de um prisma. Na natureza, esta decomposição origina um arco-íris.

## Teoria da cor
| Cor                   | {\displaystyle \lambda \,\!}/nm | {\displaystyle \nu \,\!}/1014 Hz | {\displaystyle \nu _{b}\,\!}/104 cm−1 | {\displaystyle E\,\!}/eV | {\displaystyle E\,\!}/kJ mol−1 |
| --------------------- | ------------------------------- | -------------------------------- | ------------------------------------- | ------------------------ | ------------------------------ |
| Infravermelho         | >1 000                          | <3,00                            | <1,00                                 | <1,24                    | <120                           |
| Vermelho              | 700                             | 4,28                             | 1,43                                  | 1,77                     | 171                            |
| Laranja               | 620                             | 4,84                             | 1,61                                  | 2,00                     | 193                            |
| Amarelo               | 580                             | 5,17                             | 1,72                                  | 2,14                     | 206                            |
| Verde                 | 530                             | 5,66                             | 1,89                                  | 2,34                     | 226                            |
| Azul                  | 470                             | 6,38                             | 2,13                                  | 2,64                     | 254                            |
| Violeta               | 420                             | 7,14                             | 2,38                                  | 2,95                     | 285                            |
| Ultravioleta próximo  | 300                             | 10,0                             | 3,33                                  | 4,15                     | 400                            |
| Ultravioleta distante | <200                            | >15,0                            | >5,00                                 | >6,20                    | >598                           |

Misturas aditivas de cores

Misturas subtrativas de cores

Quando se fala de cor, há que distinguir entre a cor obtida aditivamente (cor luz) ou a cor obtida subtractivamente (cor pigmento).
No primeiro caso, chamado de sistema RGB, temos os objetos que emitem luz (monitores, televisão, lanternas, etc.) em que a adição de diferentes comprimentos de onda das cores primárias de luz Vermelho + Azul (cobalto) + Verde = Branco.
No segundo sistema (subtractivo ou cor pigmento) iremos manchar uma superfície sem pigmentação (branca) misturando-lhe as cores secundárias da luz (também chamadas de primárias em artes plásticas); Ciano + Magenta + Amarelo.
Este sistema corresponde ao "CMY" das impressoras e serve para obter cor com pigmentos (tintas e objetos não-emissores de luz). Subtraindo os três pigmentos, temos uma matiz de cor muito escura, muitas vezes confundida com o preto.
O sistema "CMYK" é utilizado pela indústria gráfica nos diversos processos de impressão, como por exemplo: o Off-Set, e o processo Flexográfico, bastante usado na impressão de etiquetas e embalagens.
O "K" da sigla "CMYK" corresponde à cor "Preto" (em inglês, "Black"), sendo que as outras são:
- C = Cyan (ciano)
- M = Magenta
- Y = Yellow (amarelo)
- K = Black (preto)

Alguns estudiosos afirmam que a letra "K" é usada para o "Preto" ("Black") como referência a palavra "Key", que em inglês significa "Chave". O "Preto" é considerado como "cor chave" na indústria gráfica, uma vez que ele é usado para definir detalhes das imagens. Outros afirmam que a letra "K" da palavra "blacK" foi escolhida pois, a sigla "B" é usada pelo "Blue" = "Azul" do sistema RGB.
As cores primárias de luz são as mesmas secundárias de pigmento, tal como as secundárias de luz são as primárias de pigmento. As cores primárias de pigmento combinadas duas a duas, na mesma proporção, geram o seguinte resultado:
- magenta + amarelo = vermelho
- amarelo + ciano = verde
- ciano + magenta = azul cobalto

Focos de luz primária combinados dois a dois geram o seguinte resultado:
- azul cobalto + vermelho = magenta
- vermelho + verde = amarelo
- verde + azul cobalto = ciano

A principal diferença entre um corpo azul (iluminado por luz branca) e uma fonte emissora azul é de que o pigmento azul está a absorver o verde e o vermelho refletindo apenas azul enquanto que a fonte emissora de luz azul emite efetivamente apenas azul. Se o objeto fosse iluminado por essa luz ele continuaria a parecer azul. Mas se fosse iluminado por uma luz amarela (luz Vermelha + Verde) o corpo pareceria negro.
Nota-se ainda que antes da invenção do prisma e da divisão do espectro da luz branca (veja também difração), nada disto era conhecido, pelo que ainda hoje é ensinado nas nossas escolas que Amarelo/Azul/Vermelho são as cores primárias das quais todas as outras são passíveis de ser fabricadas, o que não é incorreto. As cores percebidas por nossos receptores visuais não correspondem às cores encontradas na Natureza.[carece de fontes?]
Na natureza, amarelo, azul e vermelho são as cores de onde todas as outras se originam a partir de suas combinações:
- amarelo + azul = verde
- vermelho + amarelo = laranja
- azul + vermelho = roxo

A combinação de cores primárias formam cores secundárias, que combinadas com cores secundárias formam cores terciárias e assim por diante.

## Medição e reprodução
A fim de se poder ajustar os emissores luminosos (lâmpadas e monitores em geral – displays) com a percepção natural do olho humano, para o qual são projetados e construídos, é preciso criar parâmetros de medida das cores. Os três parâmetros básicos são:
Matiz – corresponde à intensidade espectral de cor (isto é, qual o comprimento de onda dominante);
Brilho – corresponde à intensidade luminosa (isto é, mais brilho, mais luz, mais "claridade");
Saturação – corresponde à pureza espectral relativa da luz (alta saturação = cor bem definida dentro de estreita faixa espectral; baixa saturação = cor "indefinida" tendendo ao branco, ampla distribuição espectral).
Interessante notar que as cores mais claras aparentam maior brilho, mas na verdade isto é devido ao efeito combinado de brilho e matiz. Também inclui-se a designação intensidade de cor, que é o efeito combinado de matiz e saturação. Um outro parâmetro que causa alguma confusão é a densidade de cor, que não diz respeito aos emissores e sim aos meios transparentes. A densidade de cor é uma medida do grau de opacidade (absorção da luz), combinado com a intensidade de cor; muito usado na avaliação de pedras preciosas.
Podemos dizer que quando dois diferentes espectros de luz têm o mesmo efeito nos três receptores do olho humano (células-cones), serão percebidos como sendo a mesma cor. A medição da cor é fundamental para se poder criá-la e reproduzi-la com precisão, em especial, nas artes gráficas, arquitetura, alimentação e sinalização. Existem diversos métodos para medição da cor, tais como a tabelas de cores, o círculo cromático e os modelos de cores.

## Percepção da cor

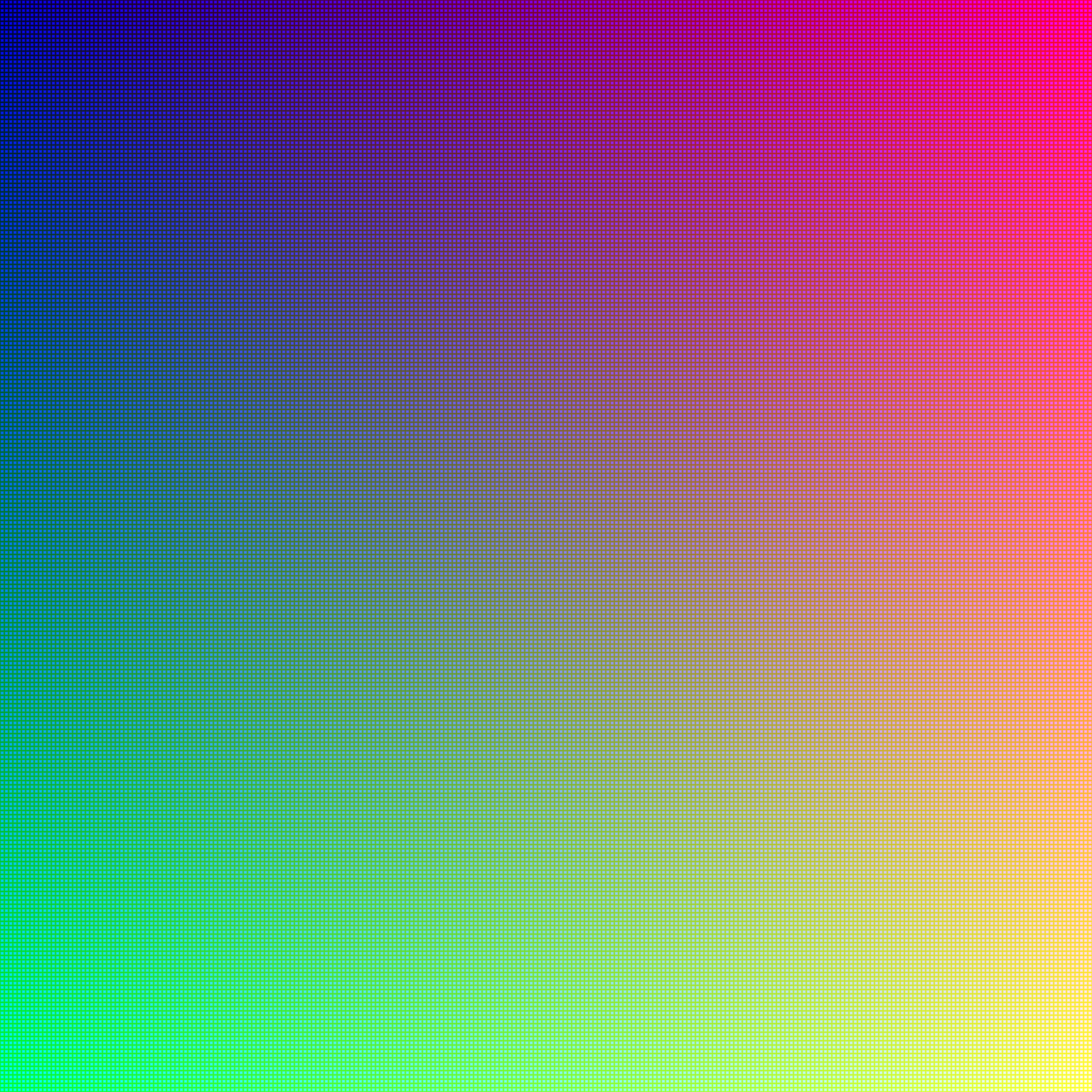
Quando visto em tamanho ampliado, esta imagem contém cerca de 16 milhões de pixels, cada um correspondente a uma variação de cor do esquema RGB. O olho humano tem capacidade para distinguir cerca de 10 milhões de cores diferentes.

A cor é percebida através da visão. O olho humano é capaz de perceber a cor através dos cones (células-cones). A percepção da cor é muito importante para a compreensão de um ambiente.
A cor é algo que nos é tão familiar que se torna para nós difícil compreender que ela não corresponde a propriedades físicas do mundo mas sim à sua representação interna, em nível cerebral. Ou seja, os objectos não têm cor; a cor corresponde a uma sensação interna provocada por estímulos físicos de natureza muito diferente que dão origem à percepção da mesma cor por um ser humano. Não notamos, por exemplo, nenhuma diferença fundamental na cor dos objetos familiares quando se dá uma mudança na iluminação. Para o nosso sistema visual, as cores da pele e dos rostos das pessoas e as cores dos frutos permanecem fundamentalmente invariáveis, embora seja tão difícil conseguir que esse tipo de objeto fique com a cor certa num monitor de televisão.
A cor não tem só a ver com os olhos e com a retina mas também com a informação presente no cérebro. Enquanto, com uma iluminação pobre, um determinado objecto cor de laranja pode ser visto como sendo amarelado ou avermelhado, vemos normalmente mais facilmente com a sua cor certa, laranja, porque é um objeto de que conhecemos perfeitamente a cor. E, se usarmos durante algum tempo óculos com lentes que são verdes de um lado e vermelhas do outro, depois, quando tiramos os óculos, vemos durante algum tempo tudo esverdeado, quando olhamos para um lado, e tudo avermelhado, quando olhamos para o outro. O cérebro aprendeu a corrigir a cor com que «pinta» os objectos para eles terem a cor que se lembra que eles têm; e demora algum tempo a perceber que deve depois deixar de fazer essa correcção.
A chamada constância da cor é este fenómeno que faz com que a maioria das cores das superfícies pareçam manter aproximadamente a sua aparência mesmo quando vistas sob iluminação muito diferente. O sistema nervoso, a partir da radiação detectada pela retina, extrai aquilo que é invariante sob mudanças de iluminação. Embora a radiação mude, a nossa mente reconhece certos padrões constantes nos estímulos perceptivos, agrupando e classificando fenómenos diferentes como se fossem iguais. O que vemos não é exactamente «o que está lá fora», mas corresponde a um modelo simplificado da realidade que é de certeza muito mais útil para a nossa sobrevivência.
Os organismos complexos não reagem directamente aos estímulos físicos em si, mas sim à informação sobre os estímulos representada internamente por padrões de actividade neuronal. Se os estímulos fornecem informação sobre a cor, é apenas porque a qualidade sensorial, a que chamamos cor, emerge nos mecanismos sensoriais pelo processo de aprendizagem e é por estes projectada sobre os estímulos. E uma grande variedade de combinações de estímulos muito diferentes podem gerar esse mesmo padrão de actividade neuronal correspondente a um mesmo atributo de uma qualidade sensorial. São essas qualidades sensoriais que permitem aos seres vivos detectar a presença de comida ou de predadores, sob condições de luz diferentes e em ambiente variados. Correspondem a um modelo simplificado do mundo que permite uma avaliação rápida de situações complexas e que se mostrou útil e adequado à manutenção de uma dada espécie.
O nosso sistema sensorial faz emergir todo um contínuo muito vasto de cores com as diferenças de tonalidades que nós aprendemos a categorizar, associando determinados nomes a certas bandas de tonalidade (com uma definição extremamente vaga). É este hábito humano de categorizar que nos faz imaginar que o nosso sistema nervoso faz uma detecção «objetiva» de uma determinada cor que existe no mundo exterior.

## Círculo cromático
A cor pode ser representada utilizando um círculo cromático. Um círculo de cor é uma maneira de representar o espectro visível de forma circular. As cores são arrumadas em sequência em uma circunferência na ordem da frequência espectral.

## Combinação de cores
Os artistas, designers e arquitetos usam as cores para causar situações na percepção humana. As cores podem se combinar para geração destes efeitos. Por exemplo, pode se conseguir, com correta combinação, um ambiente mais calmo, uma pintura mais suave, desde que usemos percentagens de cores proporcionais e relacionadas.

## Cultura e influência

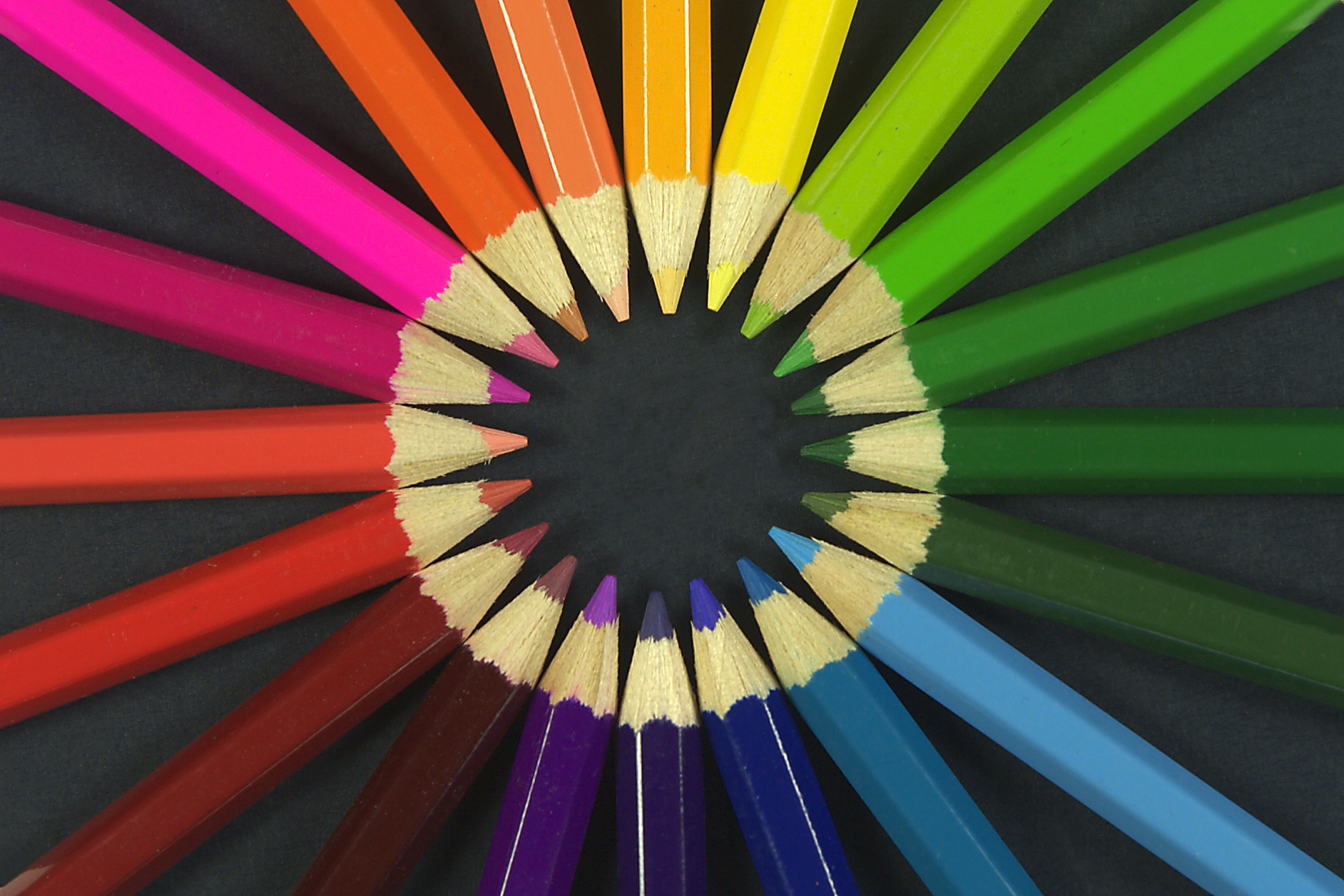
Lápis de cor.

Culturas distintas podem ter diferentes significados para determinadas cores. A cor vermelha foi utilizada no Império Romano, foi utilizada como matriz estética pelo partido nazista assim como por  anarquistas, comunistas, socialistas e sindicalistas como cor símbolo do movimento operário internacional, simbolizando o sangue derramado pelos trabalhadores em sua luta por emancipação. Usualmente é também a cor predominante utilizada em redes de alimentação fast food. O vermelho é a cor do sangue e naturalmente provoca uma reação de atenção nos indivíduos.
Outras cores possuem significados diferentes em culturas diferentes, como por exemplo o luto.
A cor, elemento indissociável do nosso cotidiano, exerce especial importância sobretudo nas Artes Visuais.
Na Pintura, Escultura, Arquitectura, Moda, Cerâmica, Artes Gráficas, Fotografia, Cinema, Espectáculo, etc., ela é geradora de emoções e sensações.
A cor tem vida em si mesma e sempre atraiu e causou no ser humano de todas as épocas, predilecção por determinadas harmonias de acordo especialmente com factores de civilização, evolução do gosto e especialmente pelas influências e directrizes que a arte marca.
Através da teoria da cor, do uso de várias gamas cromáticas, da sua aplicação e experimentação práticas, irão ser ministrados conhecimentos que lhe permitirão descobrir e explorar por si mesmo o mundo extraordinário da "HARMONIA DAS CORES" e passar a exprimir-se com maior segurança através do cromatismo. Entre tudo cores que combinam ex.ː rosa e magenta, azul celeste, etc..

## Psicologia das cores
Na cultura ocidental, as cores podem ter alguns significados, alguns estudiosos afirmam que podem provocar lembranças e sensações às pessoas. Às vezes, as pessoas no ano-novo colocam roupas com cores específicas para, no ano seguinte, ter o que a cor representa.
Ex: se uma pessoa passa o ano novo de verde, ela pode esperar esperança para o ano seguinte. Muitas pessoas passam de branco, esperando a paz.
- Cinza: elegância, humildade, respeito, reverência, sutileza;
- Vermelho: paixão, força, energia, amor, liderança, masculinidade, poder, alegria (na China), perigo, fogo, raiva, revolução, "pare";
- Azul: harmonia, confidência, conservadorismo, austeridade, monotonia, dependência, tecnologia, liberdade, saúde;
- Ciano: tranquilidade, paz, sossego, limpeza, frescor;
- Verde: natureza, primavera, fertilidade, juventude, desenvolvimento, riqueza, dinheiro, boa sorte, ciúmes, ganância, esperança;
- Amarela: velocidade, concentração, otimismo, alegria, felicidade, idealismo, riqueza (ouro), fraqueza, dinheiro;
- Magenta: luxúria, sofisticação, sensualidade, feminilidade, desejo;
- Violeta: espiritualidade, criatividade, realeza, sabedoria, resplandecência, dor;
- Alaranjado: energia, criatividade, equilíbrio, entusiasmo, ludismo;
- Branco: pureza, inocência, reverência, paz, simplicidade, esterilidade, rendição, união;
- Preto: poder, modernidade, sofisticação, formalidade, morte, medo, anonimato, raiva, mistério, azar;
- Castanho: sólido, seguro, calmo, natureza, rústico, estabilidade, estagnação, peso, aspereza.